# Ouveillan
Ouveillan é uma comuna francesa na região administrativa de Occitânia, no departamento de Aude. Estende-se por uma área de 29,98 km². Em 2010 a comuna tinha 2 599 habitantes (densidade: 86,7 hab./km²).